# Otodistomum hydrolagi
Otodistomum hydrolagi är en plattmaskart. Otodistomum hydrolagi ingår i släktet Otodistomum och familjen Azygiidae. Inga underarter finns listade i Catalogue of Life.